# Donald Henry Gaskins
Donald Henry "Pee Wee" Gaskins, Jr. (Florence County, 13 maart 1933 - Columbia, 6 september 1991) was een Amerikaanse seriemoordenaar.

## Achtergrond
Gaskins werd geboren in Florence County, South Carolina en bracht een groot deel van zijn jeugd door in een tuchtschool. Als volwassene zou zijn tengere bouw (1,65 m, vandaar zijn bijnaam) hem een goed doelwit maken voor lichamelijk en seksueel misbruik in de gevangenis.
Als kind was Gaskins een arme scholier en een crimineel, die zich schuldig maakte aan het plegen van een aantal kleine diefstallen. Tijdens een inbraak, sloeg hij een vrouw op het hoofd met een bijl en liet haar ernstig gewond achter, maar ze overleefde. Gaskins trouwde voor de eerste keer in 1951, op zijn achttiende levensjaar, en werd nog geen jaar later al vader van een dochter. Na zijn vrijlating uit de tuchtschool begon Gaskins met het plegen van verzekeringsfraude. Hij werd gearresteerd en aangeklaagd wegens poging tot moord, nadat hij een tienermeisje had aangevallen met een hamer. Het meisje zou Gaskins hebben beledigd. Gaskins werd veroordeeld tot zes jaar gevangenisstraf bij de Centrale Justitiële instelling. Tijdens deze opsluiting scheidde zijn vrouw van hem.

## Eerste moord
Gaskins pleegde zijn eerste moord tijdens het uitzitten van zijn gevangenisstraf in 1953, toen hij de keel van een medegevangene met de naam Hazel Brazell met een scheermesje opensneed. Gaskins beweerde dat hij dit had gedaan om geld en een geduchte reputatie onder zijn medegevangenen te verdienen. Er werd besloten dat Gaskins zou hebben gehandeld uit zelfverdediging en hij werd veroordeeld tot nog eens drie jaar gevangenisstraf. Gaskins ontsnapte uit de gevangenis in 1955 door zich te verstoppen in de achterlader van een vuilniswagen en vluchtte naar Florida, waar hij aangenomen werd bij een rondtrekkende kermis. In augustus 1961 werd hij opnieuw gearresteerd, teruggezonden naar de gevangenis en voorwaardelijk vrijgelaten.

## Tweede arrestatie en daarop volgende moorden
Na zijn vrijlating uit de gevangenis, hertrouwde Gaskins, maar viel tevens snel weer terug in het plegen van inbraken en verduisteren. Twee jaar na zijn voorwaardelijke vrijlating, werd Gaskins gearresteerd voor de verkrachting van een twaalfjarig meisje. In afwachting van zijn proces vluchtte hij, maar werd opnieuw gearresteerd in Georgia, en veroordeeld tot acht jaar gevangenisstraf. Gaskins kwam voorwaardelijk vrij in november 1968. Na zijn vrijlating verhuisde Gaskins naar de stad Sumter en begon te werken bij een bouwbedrijf. In september 1969 pleegde Gaskins serie moorden op lifters die hij tijdens het rondrijden op de snelwegen langs de kustgebieden van het American South oppikte. Hij duidde deze moorden aan met de naam Coastal Kills: mensen, zowel mannen als vrouwen, die hij doodde puur voor het plezier gemiddeld eens in de zes weken, om zijn verveelde gevoel te onderdrukken. Hij martelde en verminkte zijn slachtoffers om hen zo lang mogelijk in leven te houden. Hij bekende al zijn moorden en de daarbij horende martelmethoden in detail, met inbegrip van steken, verstikking en verminking, en hij beweerde zelfs enkelen van hen gekannibaliseerd te hebben. Ook bekende hij later een totaal van tachtig tot negentig van deze slachtoffers te hebben gemaakt, hoewel dit cijfer nooit is bevestigd.
In november 1970 maakte Gaskins zich schuldig aan zijn eerste Serious Murder: mensen die hij kende en vermoordde om persoonlijke redenen. De eerste slachtoffers die tot die categorie behoorden waren zijn eigen nichtje, Janice Kirby, 15 jaar, en haar vriendin Patricia Ann Alsbrook, 17 jaar, die hij beiden dood sloeg in Sumter, South Carolina na een mislukte poging om ze seksueel te misbruiken. De daarop volgende serious murders werden gepleegd om verschillende redenen: omdat ze Gaskins hadden bespot, probeerden hem te chanteren, hem geld schuldig waren, van hem gestolen hadden of omdat Gaskins betaald was om zijn slachtoffer te doden. In tegenstelling tot zijn Coastal Kills, hield Gaskins er hierbij een wat eenvoudigere methode op na, meestal door te schieten, voordat hij ze begroef in de kustgebieden van South Carolina.

## Laatste arrestatie
Gaskins werd gearresteerd op 14 november 1975 toen een criminele associatie, genaamd Walter Neeleman, aan de politie opbiechtte dat hij getuige was geweest van de moord op twee jonge mannen met de naam Dennis Bellamy, 28 jaar oud, en Johnny Knight, van 15 jaar. Neeleman bekende tevens dat Gaskins hem had verteld dat hij enkele mensen om het leven had gebracht die in de afgelopen vijf jaar als vermist waren opgegeven. Ook had hij verteld waar hij deze had begraven. Op 4 december 1975 leidde Gaskins de politie naar een stuk land dat hij bezat in Prospect. Hier ontdekte de politie de lichamen van acht van zijn slachtoffers. 

## Gevangenschap
Op 24 mei 1976 werd Gaskins berecht op acht aanklachten wegens moord, schuldig bevonden en vier dagen later, op 28 mei ter dood veroordeeld, wat later werd omgezet in levenslange gevangenisstraf.
Op 2 september 1982, beging Gaskins opnieuw een moord, waarvoor hij de titel van Gemeenste man in Amerika kreeg. Terwijl hij opgesloten zat in een zwaar beveiligd cellenblok in South Carolina Correctional Institution, bracht hij de ter dood veroordeelde gevangene, Rudolph Tyner, om het leven. Tyner zat opgesloten voor de moord op een ouder echtpaar genaamd Bill en Myrtle Moon tijdens een mislukte gewapende overval op hun winkel.
Gaskins werd door Tony Cimo, zoon van Myrtle Moon, ingehuurd om deze moord te plegen. Gaskins deed aanvankelijk diverse vergeefse pogingen om Tyner te doden door zijn eten en drinken te vergiftigen, voordat hij ervoor koos om explosieven te gebruiken om hem te doden. Om dit te bereiken bevestigde Gaskins een apparaat vergelijkbaar met een draagbare radio in Tyner's cel en vertelde Tyner dat dit hen in staat zou stellen om met elkaar te communiceren. Toen Tyner Gaskins instructies had opgevolgd en het apparaat (beladen met een C-4 plastic explosief, buiten Tyners medeweten om) tegen zijn oor hield op het door hen afgesproken tijdstip, ontstak Gaskins het explosief in zijn cel en doodde hem. Gaskins zei later: "Het laatste wat Tyner hoorde was mij lachen."
Gaskins werd berecht voor de moord op Rudolph Tyner en ter dood veroordeeld.

## Waarheid
In de dodencel vertelde Gaskins zijn levensverhaal aan een journalist met de naam Wilton Earle. Hierbij bekende hij 100 tot 110 moorden gepleegd te hebben. Een daarvan was die van Margaret "Peg" Cuttino, de twaalfjarige dochter van de toenmalige South Carolina staatssenator James Cuttino, Jr. uit Sumter. De Rechtshandhaving was echter niet in staat om al zijn beweringen te verifiëren. In zijn autobiografie, Final Truth, schreef Gaskins dat hij "een bijzondere geest" had die hem "toestemming had gegeven om te doden."
voor zijn arrestatie was Gaskins bevriend met YouTube persoonlijkheid Charles Green aka The Angry Grandpa. Na  Gaskins' executie bezocht Green de gevangenis om Gaskins' cel te bezichtigen. In de cel was een pentagram op de grond getekend met de naam van Green erin geschreven. Green beweert dat hij niet wist van Gaskins' ware aard.
Gaskins' executie werd uitgevoerd op 6 september 1991 om 1:10. Hij was de vierde persoon die geëxecuteerd werd sinds de doodstraf in South Carolina in 1977 heringevoerd was. Slechts enkele uren voordat hij werd begeleid naar de elektrische stoel in Broad River Correctional Institution, probeerde Gaskins zelfmoord te plegen door zijn polsen door te snijden met een scheermesje dat hij een week ervoor had ingeslikt en eerder die dag weer had opgehoest.